# Euderus cavasolae
Euderus cavasolae är en stekelart som först beskrevs av Filippo Silvestri 1914.  Euderus cavasolae ingår i släktet Euderus och familjen finglanssteklar. Inga underarter finns listade i Catalogue of Life.